# Chymomyza atrimana
Chymomyza atrimana är en tvåvingeart som beskrevs av Toyohi Okada 1956. Chymomyza atrimana ingår i släktet Chymomyza och familjen daggflugor. Inga underarter finns listade i Catalogue of Life.